# Franco Rol
Franco Rol (Torino, 1908. június 5. – Rapallo, 1977. június 18.) olasz autóversenyző.

## Pályafutása
1949-ben harmadik lett a Mille Miglián.
A Formula–1-es világbajnokság első évében három versenyen volt jelen. Részt vett a monacói, a francia és az olasz futamokon is, ám ezek egyikén sem ért célba. 1951-ben kilencedik lett az olasz nagydíjon, 52-ben pedig rajthoz állt, de kiesett hazai futamán.
Részt vett több, a világbajnokság keretein kívül rendezett Formula–1-es versenyen is.
1953-ban, egy Szicíliában rendezett versenyen súlyos balesetet szenvedett, és felépülését követően visszavonult a versenyzéstől.

## Eredményei

### Teljes Formula–1-es eredménysorozata
(Táblázat értelmezése)

(Félkövér: pole-pozícióból indult; dőlt: leggyorsabb kört futott) 

| Év   | Csapat                    | Modell           | Motor               | 1   | 2      | 3   | 4   | 5   | 6      | 7      | 8      | Helyezés | Pont |
| ---- | ------------------------- | ---------------- | ------------------- | --- | ------ | --- | --- | --- | ------ | ------ | ------ | -------- | ---- |
| 1950 | Officine Alfieri Maserati | Maserati 4CLT/48 | Maserati Straight-4 | GBR | MON Ki | 500 | SUI | BEL | FRA Ki | ITA Ki |        | -        | 0    |
| 1951 | O.S.C.A. Automobil        | O.S.C.A. 4500G   | O.S.C.A. V12        | SUI | 500    | BEL | FRA | GBR | GER    | ITA 9  | ESP    | -        | 0    |
| 1952 | Officine Alfieri Maserati | Maserati A6GCM   | Maserati Straight-6 | SUI | 500    | BEL | FRA | GBR | GER    | NED    | ITA Ki | -        | 0    |

## Külső hivatkozások
- Profilja a grandprix.com honlapon (angolul)
- Profilja a statsf1.com honlapon (angolul)
- Profilja a driverdatabase.com honlapon (angolul)